# Улашанівська сільська рада (Червоноармійський район)
Улашанівська сільська рада — колишня адміністративно-територіальна одиниця та орган місцевого самоврядування у Червоноармійському (Пулинському), Новоград-Волинському, Соколовському районах і Новоград-Волинській міській раді Волинської округи, Київської та Житомирської областей Української РСР з адміністративним центром у селі Улашанівка.

## Населені пункти
Сільській раді на час ліквідації були підпорядковані населені пункти:
- с. Улашанівка.

## Населення
Кількість населення ради станом на 1923 рік становила 1 544 особи, кількість дворів — 258.
Кількість населення сільської ради станом на 1924 рік становила 1 790 осіб.

## Історія та адміністративний устрій
Створена 1923 року в складі сіл Улашанівка, Нова Рудня, Рудокопи та колоній Амалини, Амалинівка, Вируби-Амалинські і Улашанівка Курненської волості Новоград-Волинського повіту Волинської губернії. 7 березня 1923 року включена до складу новоствореного Пулинського району Житомирської (згодом — Волинська) округи. 24 серпня 1923 року, відповідно до рішення Волинської ГАТК (протокол № 4 «Про зміни границь в межах округів, районів та сільрад»), кол. Вируби-Амалинські підпорядковано Недбаївській сільській раді Пулинського району. Після 1923 року кол. Амалинівка не значилася на обліку населених пунктів. 23 лютого 1924 року, відповідно до рішення Волинської ГАТК (протокол № 7/2 «Про зміни меж, округів, районів та сільрад»), до складу ради включено кол. Забарський Шлях Янушівської сільської ради Пулинського району. 27 жовтня 1926 року колонії Амалини, Забарський Шлях та Рудокопи новоутвореної Рудокопівської німецької національної сільської ради. 20 червня 1930 року передана до складу новоутвореного Соколовського району Волинської округи. 15 вересня 1930 року, відповідно до постанови ВУЦВК та РНК УСРР «Про ліквідацію округ та перехід на двоступеневу систему управління» від 2 вересня 1930 року, сільську включено до складу Новоград-Волинського району Української СРР. 1 червня 1935 року, відповідно до постанови Президії ЦВК Української СРР «Про порядок організації органів радянської влади в новоутворених округах», сільську раду передано до складу Новоград-Волинської міської ради Київської області. 17 жовтня 1935 року включена до складу новоствореного Червоноармійського району Київської області. На 1 жовтня 1941 року с. Нова Рудня та кол. Улашанівка не перебували на обліку населених пунктів.
Станом на 1 вересня 1946 року сільська рада входила до складу Червоноармійського району Житомирської області, на обліку в раді перебувало с. Улашанівка.
Ліквідована 11 серпня 1954 року, відповідно до указу Президії Верховної ради Української РСР «Про укрупнення сільських рад по Житомирській області», територію ради та с. Улашанівка приєднано до складу Андріївської сільської ради Червоноармійського району Житомирської області.